# Andrej Žakelj
Andrej Žakelj (ur. 17 listopada 1978 w Postojnie) – słoweński koszykarz, występujący na pozycji rzucającego obrońcy, po zakończeniu kariery sportowej trener koszykarski.
21 czerwca 2016 roku został szkoleniowcem TBV Startu Lublin. Klub zwolnił go z tej funkcji 24 listopada.

## Osiągnięcia
Stan na 23 lipca 2016, na podstawie, o ile nie zaznaczono inaczej.
Drużynowe
- Brązowy medalista mistrzostw Słowenii (1997, 2001)
- Finalista Pucharu Słowenii (2003)

Reprezentacyjne
- Uczestnik kwalifikacji do mistrzostw Europy U–18 (1996)[4]

Trenerskie
- Wicemistrz:
  - Ligi Adriatyckiej (2011)
  - Słowenii (2011–2014)
- Zdobywca:
  - Pucharu Słowenii (2011–2013)
  - Superpucharu Słowenii (2013)
- Finalista:
  - Pucharu Słowenii (2014, 2016)
  - Superpucharu Słowenii (2011, 2012, 2014)
- Uczestnik (jako asystent):
  - mistrzostw Europy U–18 (2010 – 10. m.)
  - mistrzostw Europy U–20 (2008 – 14. m.)